# Miss New York USA
Miss New York USA est un concours de beauté féminine, réservé aux femmes de 18 à 27 ans de l’État de New York. Il permet de sélectionner la représentante de l’État qui participera à l’élection de Miss USA.
Si l’on prend en compte le couronnement de Shanna Moakler, New York est le troisième État (ex æquo avec Hawaï et l’Illinois) à avoir remporté le plus de titres Miss USA.
Trois Miss New York USA avait précédemment été élues Miss New York Teen USA (en) (Miss New York USA 1999, 2006 et 2007), et l’une d’entre elles a remporté le concours Miss USA (Kimberly Pressler en 1999).

## Lauréates
| Année | Nom                          | Lieu d’origine                         | Âge[A] | Classement à Miss USA   | Récompense spéciale à Miss USA | Notes |
| ----- | ---------------------------- | -------------------------------------- | ------ | ----------------------- | ------------------------------ | --- |
| 1952  | Jackie Loughery              |                                        |        | Gagnante Miss USA 1952  |                                | Demi-finaliste à Miss Univers 1952 |
| 1953  | Reta Knapp                   |                                        |        | Demi-finaliste (16e)    |                                | |
| 1954  | Karin Hultman                |                                        |        | 2e dauphine             |                                | Sera couronnée 1re dauphine de Miss USA 1954 après la destitution de la 1re dauphine originale (Miss Virginie USA 1954, alors âgée de 16 ans : disqualifiée car trop jeune). Sera élue Miss États-Unis Monde 1954 (en) et 1re dauphine de Miss Monde 1954 |
| 1955  | Janet Kadlecik               |                                        |        | Demi-finaliste (8e)     |                                | |
| 1956  | Kay Douglas                  |                                        |        |                         |                                | |
| 1957  | Sanita Pelkey                |                                        |        | Demi-finaliste (12e)    |                                | |
| 1958  | Virginia Fox                 |                                        |        | Demi-finaliste (9e)     |                                | |
| 1959  | Arlene Nesbitt               |                                        |        | 4e dauphine             |                                | 2e dauphine de Miss Sun Fun USA 1960 |
| 1960  | Mary Rodites                 |                                        |        | 1re dauphine            |                                | |
| 1961  | Alexa Currey                 | Manhattan (New York)                   |        | 3e dauphine             |                                | |
| 1962  | Sherralyn Patecell           | Flushing, dans le Queens (New York)    |        | Demi-finaliste          |                                | |
| 1963  | Jeanne Marie Quinn           | East Meadow                            |        | Demi-finaliste (9th)    |                                | Sera élue Miss États-Unis Monde 1964 (en) ; demi-finaliste à Miss Monde 1964, 1re dauphine à Miss American Beauty 1964 (concours sélectionnant la représentante des États-Unis pour le concours Miss International) |
| 1964  | Dorothy Langhans             |                                        |        | Demi-finaliste (9e)     |                                | 4e dauphine de Miss États-Unis Monde 1965 (en) |
| 1965  | Gloria Jon                   | New York                               |        | Demi-finaliste (8e)     |                                | |
| 1966  | Nancy Self                   | New York                               |        | Demi-finaliste (8e)     | Best State Costume             | |
| 1967  | Wendy Cox                    | Bronxville, à Eastchester              |        |                         |                                | |
| 1968  | June West                    | New York                               |        | Demi-finaliste (9e)     |                                | |
| 1969  | Rosemary Hradek              |                                        |        | Demi-finaliste (10e)    |                                | |
| 1970  | Christina Tefft              | New York                               |        | Demi-finaliste (11e)    |                                | |
| 1971  | Barbara Lopez                | Yorktown Heights, à York Town          |        |                         |                                | |
| 1972  | Alberta Phillips             | Westbury                               |        | 1re dauphine            |                                | |
| 1973  | Susan Carlson                |                                        |        | 1re dauphine            |                                | Représente l’État du Tennessee à Miss États-Unis Monde 1975 (en) mais ne s’est pas classée. Sera élue Miss International USA 1976 (en) et 3e dauphine à Miss International 1976. |
| 1974  | Barbara Cooper               | Brooklyn (New York)                    |        | 1re dauphine            | Miss Photogenic                | |
| 1975  | Sonja Anderson               | New York                               |        |                         |                                | Sera élue Miss New York 1976 (en) |
| 1976  | Carol Doerr                  |                                        |        |                         |                                | |
| 1977  | Debbie Martin                | New York                               |        |                         |                                | |
| 1978  | Darlene Javits               |                                        |        |                         |                                | |
| 1979  | Mary Therese Friel (en)      | Pittsford                              |        | Gagnante Miss USA 1979  |                                | Demi-finaliste à Miss Univers 1979 |
| 1980  | Debra Sue Maurice            | New York                               |        | Demi-finaliste (8e)     |                                | 1re dauphine de Miss États-Unis Monde 1978 (en) en tant que Miss Massachusetts (en) |
| 1981  | Deborah Fountain             |                                        |        |                         |                                | Elle ne fut pas autorisée à participer au concours Miss USA car elle rembourrait son maillot de bain durant la compétition préliminaire. |
| 1982  | Annemarie Henderson          | Monroe                                 |        |                         |                                | |
| 1983  | Jennifer Mikelinich          | Huntington                             |        | Demi-finaliste (12e)    |                                | |
| 1984  | Caroline Flury               | West Seneca                            |        |                         |                                | Élue Miss Oktoberfest 1983 en participant en tant que Miss Buffalo |
| 1985  | Lovey King                   | Yonkers                                |        |                         |                                | |
| 1986  | Beth Laufer                  | West Islip                             |        |                         |                                | |
| 1987  | Constance McCullough         | New York                               |        |                         |                                | |
| 1988  | Linnea Mancini               | Carmel                                 | 24 ans |                         |                                | Elle deviendra directrice de concours pour l’émission de télé-réalité Crowned: The Mother of All Pageants (en) sur le réseau The CW |
| 1989  | Jennifer Fisher              |                                        |        |                         |                                | |
| 1990  | Patricia Murphy              |                                        |        |                         |                                | |
| 1991  | Maureen Murray               |                                        | 24 ans | Demi-finaliste (7e)     |                                | Avait été élue Miss New Hampshire Teen USA 1983 (en) |
| 1992  | Christine Beachak            |                                        |        |                         |                                | Représente New York à Miss Oktoberfest 1993, ne s’est pas classée. |
| 1993  | Wendy Mock                   | Long Island (New York)                 | 21 ans | Demi-finaliste (12e)    |                                | |
| 1994  | Jennifer Gareis              | Lancaster, dans l’État de Pennsylvanie | 21 ans | Finaliste du top 6 (6e) |                                | Actrice célèbre notamment pour ses rôles dans Les Feux de l'amour et Amour, Gloire et Beauté |
| 1995  | Shanna Moakler               | New York                               | 19 ans | 1re dauphine            |                                | Devient Miss USA 1995 en remplaçant Chelsi Smith qui est couronnée Miss Univers 1995. Avait été élue Miss Rhode Island Teen USA 1992 (en) (demi-finaliste à Miss Teen USA 1992 et Miss Teen All American 1992 (en) en tant que Miss Rhode Island). Playmate de Playboy (Miss Décembre 2001) et actrice, elle est l’actuelle codirectrice des concours Miss Californie USA, Miss Californie Teen USA (en), Miss New Hampshire USA, Miss New Hampshire Teen USA (en), Miss New York USA et Miss New York Teen USA (en) |
| 1996  | Keelin Curnuck               |                                        | 23 ans |                         |                                | |
| 1997  | Ramona Rueter                | Rochester                              | 26 ans |                         |                                | |
| 1998  | Susan Wisdom                 | Smithtown                              |        |                         |                                | |
| 1999  | Kimberly Pressler            | Franklinville                          | 21 ans | Gagnante Miss USA 1999  |                                | Avait été élue Miss New York Teen USA (en). Participe à Miss Univers 1999 (mais n’atteint pas la demi-finale). |
| 1999  | Melissa Huggins              |                                        |        |                         |                                | Devient Miss New York USA 1999 en remplaçant Kimberly Pressler qui est couronnée Miss USA 1999 |
|       | Carrie Tucker                | Nesconset (en)                         | 25 ans | Top 10 (8e)             |                                | |
| 2001  | Lisa Pavlakis                | Islip                                  | 22 ans |                         |                                | |
| 2002  | Karla Cavalli                | Mineola                                | 25 ans | Top 12 (12e)            |                                | |
| 2003  | Nadia Behette                | Bay Ridge, à Brooklyn (New York)       | 25 ans |                         |                                | |
| 2004  | Jaclyn Nesheiwat (en)        | New York                               | 23 ans |                         |                                | Sera élue Mrs. Floride America 2008 (en) et 1re dauphine de Mrs. America 2008 (en) sous son nom d’épouse, Jaclyn Stapp. |
| 2005  | Meaghan Jarensky             | Bronx (New York)                       | 26 ans | Top 10 (8e)             |                                | Sera élue Mrs. New York America 2010 (en) sous son nom d’épouse, Meaghan Castaldi. |
| 2006  | Adriana Diaz (en)            | Bronx (New York)                       | 21 ans |                         |                                | Avait été élue Miss New York Teen USA 2003 (en) |
| 2007  | Gloria Sophia Almonte        | Bronx (New York)                       | 23 ans |                         |                                | Avait été élue Miss New York Teen USA 2001 (en) (1re dauphine de Miss Teen USA 2001) et Miss Porto Rico Univers 2009 (demi-finaliste) |
| 2008  | Danielle Roundtree (en)      | New York                               | 20 ans |                         |                                | Elle a également participé à la saison 8 d’American Idol, et fut éliminée durant la phase « Hollywood» |
| 2009  | Tracey Chang (en)            | New York                               | 25 ans |                         |                                | Première femme d’origine chinoise à être couronnée Miss New York USA. |
| 2010  | Davina Reeves                | Harlem, à Manhattan (New York)         | 26 ans |                         |                                | |
| 2011  | Amber Collins                | New York                               | 26 ans | Top 16                  |                                | |
| 2012  | Johanna Sambucini            | Brooklyn (New York)                    | 24 ans |                         |                                | Née en République dominicaine. Avait été élue Miss Comunidad Dominicana En EEUU World 2011. |
| 2013  | Joanne Nosuchinsky           | Hell's Kitchen, à Manhattan (New York) | 24 ans |                         |                                | |
| 2014  | Candace (Kuykendall) Kendall | Rochester                              | 25 ans |                         |                                | |
| 2015  | Thatiana Diaz                | Bayside                                | 22 ans | Top 15                  |                                | Avait été élue Miss New York Teen USA 2010 et top 15 at Miss Teen USA 2010 |
| 2016  | Serena Bucaj                 | Suffern                                | 24 ans |                         |                                | |
| 2017  | Hannah Lopa                  | Spencerport                            | 25 ans | Top 10                  |                                | |
| 2018  | Genesis Suero                | Brooklyn                               | 26 ans |                         |                                | |
| 2019  | Florinda Kajtazi             | Yonkers                                | 27 ans |                         |                                | |
| 2020  | Andreia Gibau                | SoHo                                   | 24 ans | Top 10                  |                                | |
| 2021  | Briana Siaca                 | Brentwood                              | 27 ans |                         |                                | |
| 2022  | Heather Nunez                | Queens                                 | 26 ans |                         |                                | |
| 2023  | Rachelle di Stasio           | New York                               | 26 ans |                         |                                | |
| 2024  | Marizza Delgado              | New York                               | 25 ans | Top 20                  |                                | |

A.  Âge de la candidate au moment de l’élection.

## Galerie

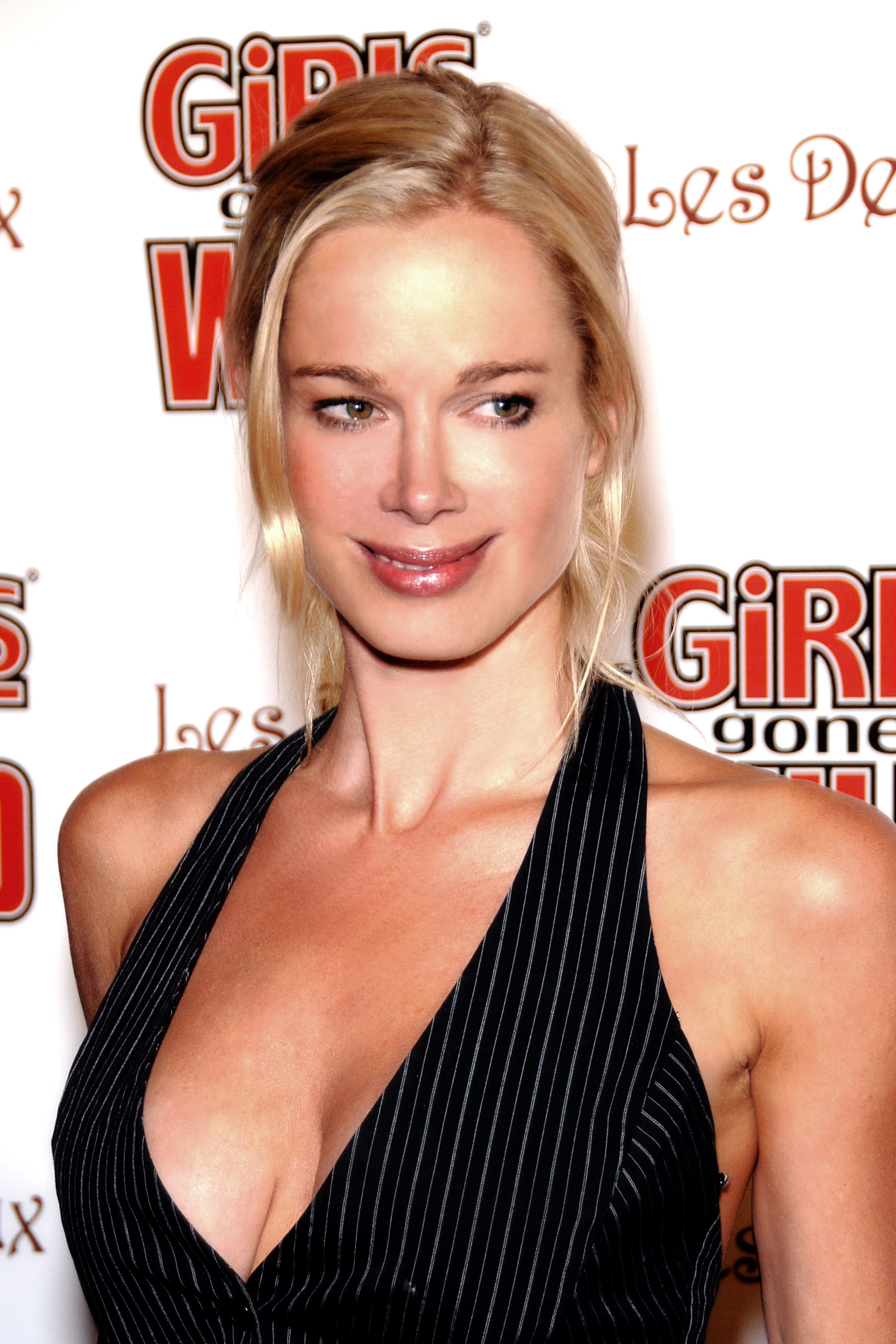
Jennifer Gareis, Miss New York USA 1994.
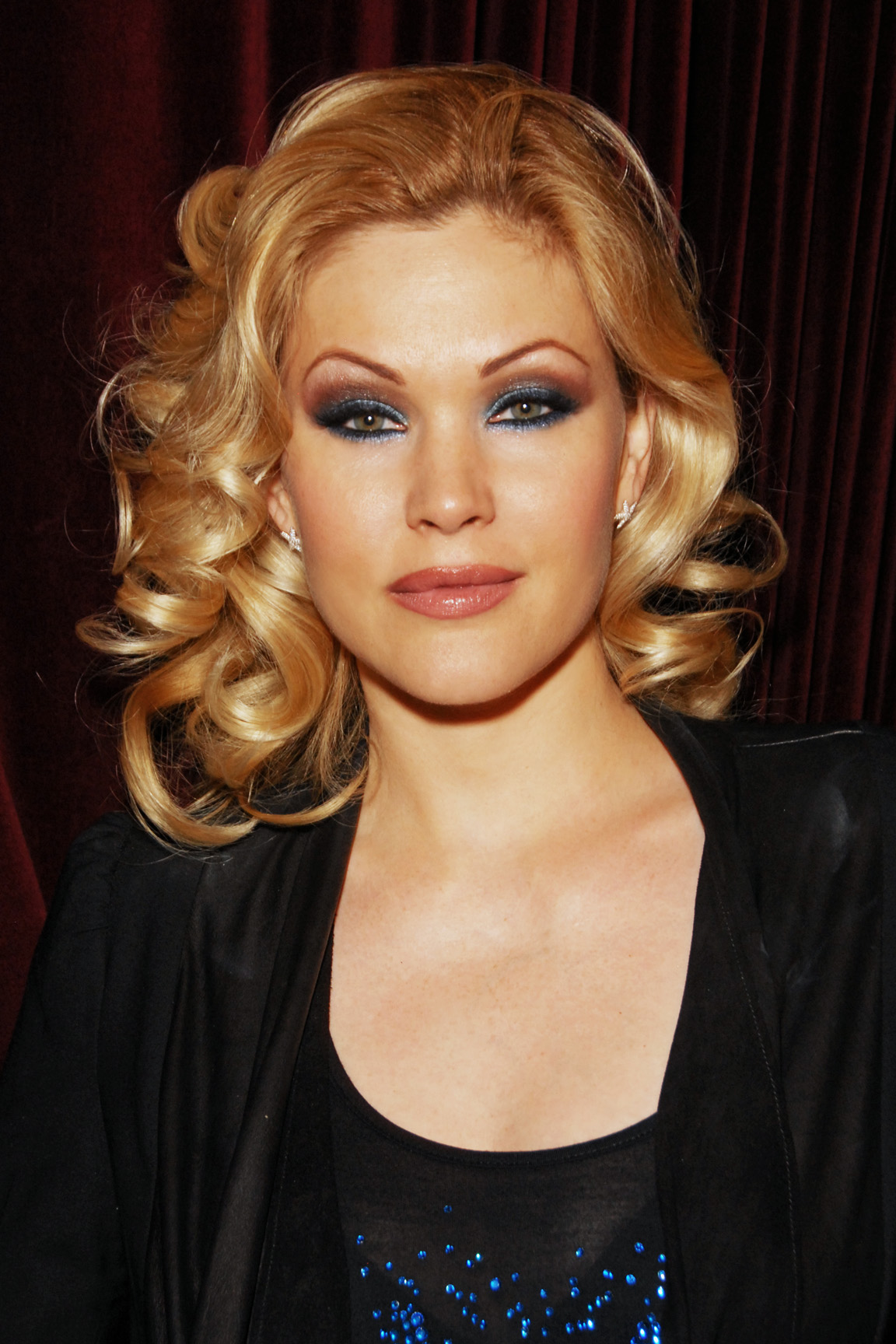
Shanna Moakler, Miss New York 1995.
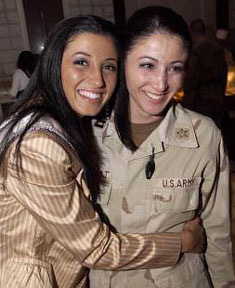
Miss New York USA 2004, Jaclyn Nesheiwat (en) (à gauche) rend visite aux troupes américaines en Irak en mars 2004. À Bagdad, elle rencontre sa sœur, le capitaine Julie Nesheiwat (à droite).